# Корнелл, Кэтрин
Кэтрин Корне́лл (англ. Katharine Cornell, 16 февраля 1893 — 9 июня 1974) — американская актриса, известная преимущественно своими театральными ролями, а также сценарист, продюсер и владелица собственного театра. Корнелл родилась в Берлине в семье американцев, а выросла в городке Буффало в штате Нью-Йорк. За годы своей актёрской карьеры актриса получила на родине прозвище «Первая леди американского театра», которым она сама позже называла свою подругу, актрису Хелен Хейс.
Кэтрин Корнелл, являясь крупнейшей американской театральной актрисой, внесла огромный вклад в развитие американского театра, который в своём роде не имеет себе равных. Наибольшей популярности и признания актрисе принесли её серьёзные драматические роли в бродвейских постановках, многие из которых ставил её супруг Гатри МакГлинтик. Вместе они основали продюсерскую компанию, которая дала им полную свободу творчества в постановках их спектаклей. На большом экране актриса появилась всего раз — в 1943 году она сыграла саму себя в военном фильме «Солдатский клуб».
Кэтрин Корнелл скончалась от пневмонии в 1974 году в возрасте 81 года.